# 로즈 나마유나스

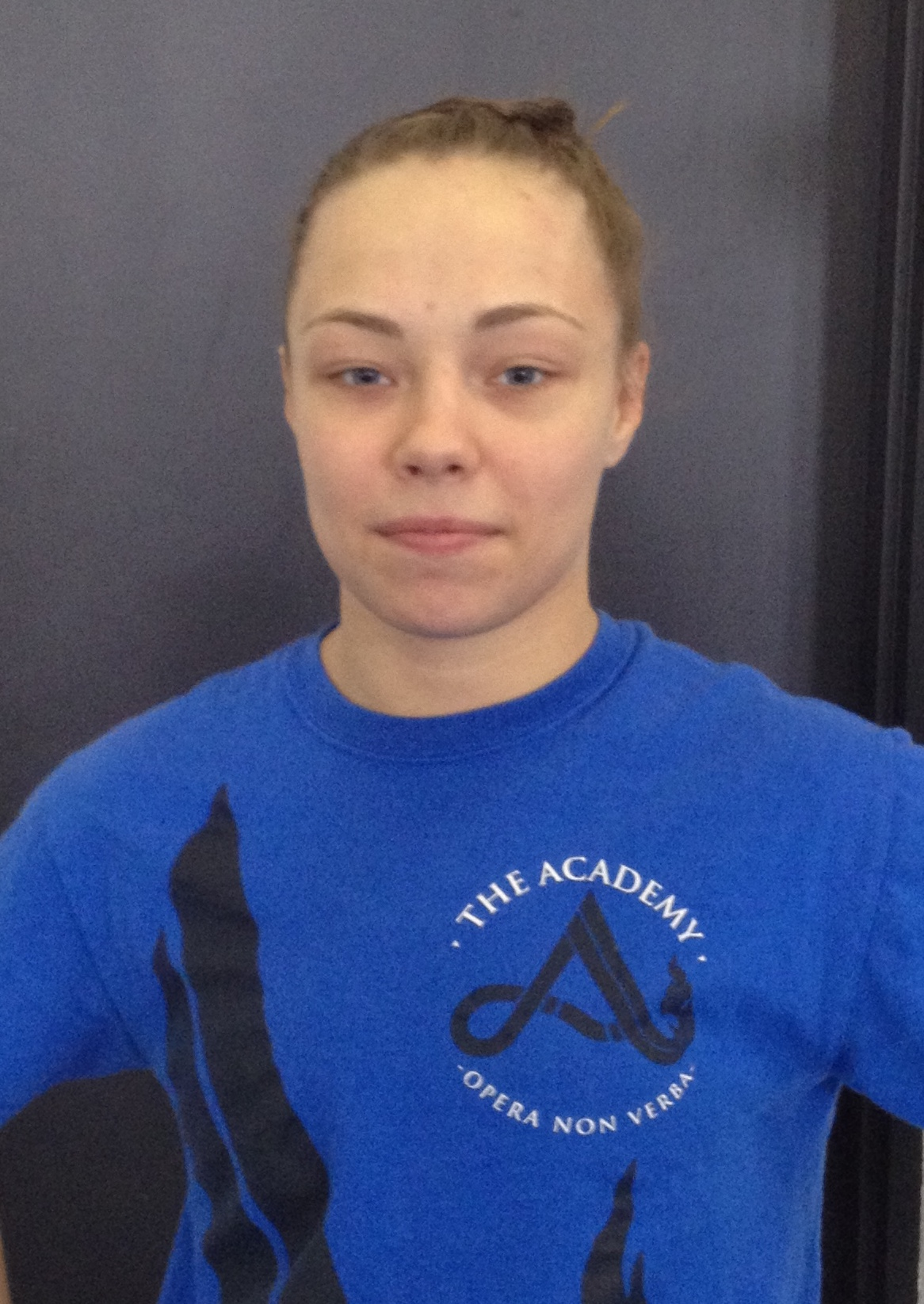

로즈 나마유나스(Rose Namajunas, 본명: 로즈 거트루드 나마유나스, Rose Gertrude Namajunas, 1992년 6월 29일 ~ )는 미국의 프로 종합격투기 선수이다. 현재 UFC(얼티밋 파이팅 챔피언십)의 여성 플라이급 부문에서 경쟁하고 있으며, UFC 여성 스트로급 챔피언을 두 번이나 차지했다. 2024년 7월 16일 기준 UFC 여성 플라이급 순위 5위이고, 2024년 8월 20일 기준 UFC 여성 파운드 포 파운드 순위 6위이다.